# Daiki Suga
Daiki Suga (菅 大輝?, Suga Daiki; Otaru, 10 settembre 1998) è un calciatore giapponese, centrocampista o attaccante del Sanfrecce Hiroshima.

## Statistiche

### Presenze e reti nei club
Statistiche aggiornate al 15 luglio 2023.
| Stagione                 | Club                     | Campionato               | Campionato | Campionato | Coppe nazionali | Coppe nazionali | Coppe nazionali | Coppe continentali | Coppe continentali | Coppe continentali | Supercoppe | Supercoppe | Supercoppe | Totale | Totale |
| Stagione                 | Club                     | Comp                     | Pres       | Reti       | Comp            | Pres            | Reti            | Comp               | Pres               | Reti               | Comp       | Pres       | Reti       | Pres   | Reti   |
| ------------------------ | ------------------------ | ------------------------ | ---------- | ---------- | --------------- | --------------- | --------------- | ------------------ | ------------------ | ------------------ | ---------- | ---------- | ---------- | ------ | ------ |
| 2016                     | Consadole Sapporo        | J2                       | 5          | 0          | CI              | 1               | 0               | -                  | -                  | -                  | -          | -          | -          | 6      | 0      |
| 2017                     | Consadole Sapporo        | J1                       | 23         | 1          | CdL+CI          | 6+1             | 0               | -                  | -                  | -                  | -          | -          | -          | 30     | 1      |
| 2018                     | Consadole Sapporo        | J1                       | 33         | 1          | CdL+CI          | 1+2             | 0               | -                  | -                  | -                  | -          | -          | -          | 36     | 1      |
| 2019                     | Consadole Sapporo        | J1                       | 31         | 0          | CdL+CI          | 7+1             | 1+0             | -                  | -                  | -                  | -          | -          | -          | 39     | 1      |
| 2020                     | Consadole Sapporo        | J1                       | 29         | 2          | CdL             | 3               | 0               | -                  | -                  | -                  | -          | -          | -          | 32     | 2      |
| 2021                     | Consadole Sapporo        | J1                       | 36         | 1          | CdL+CI          | 9+2             | 1+0             | -                  | -                  | -                  | -          | -          | -          | 47     | 2      |
| 2022                     | Consadole Sapporo        | J1                       | 31         | 4          | CdL+CI          | 7+1             | 0               | -                  | -                  | -                  | -          | -          | -          | 39     | 4      |
| 2023                     | Consadole Sapporo        | J1                       | 20         | 3          | CdL+CI          | 4+2             | 1+0             | -                  | -                  | -                  | -          | -          | -          | 26     | 4      |
| Totale Consadole Sapporo | Totale Consadole Sapporo | Totale Consadole Sapporo | 208        | 12         |                 | 47              | 3               |                    | -                  | -                  |            | -          | -          | 255    | 15     |
| Totale carriera          | Totale carriera          | Totale carriera          | 208        | 12         |                 | 47              | 3               |                    | -                  | -                  |            | -          | -          | 255    | 15     |

### Cronologia presenze e reti in nazionale
| Cronologia completa delle presenze e delle reti in nazionale ― Giappone | Cronologia completa delle presenze e delle reti in nazionale ― Giappone | Cronologia completa delle presenze e delle reti in nazionale ― Giappone | Cronologia completa delle presenze e delle reti in nazionale ― Giappone | Cronologia completa delle presenze e delle reti in nazionale ― Giappone | Cronologia completa delle presenze e delle reti in nazionale ― Giappone | Cronologia completa delle presenze e delle reti in nazionale ― Giappone | Cronologia completa delle presenze e delle reti in nazionale ― Giappone |
| Data                                                                    | Città                                                                   | In casa                                                                 | Risultato                                                               | Ospiti                                                                  | Competizione                                                            | Reti                                                                    | Note                                                                    |
| ----------------------------------------------------------------------- | ----------------------------------------------------------------------- | ----------------------------------------------------------------------- | ----------------------------------------------------------------------- | ----------------------------------------------------------------------- | ----------------------------------------------------------------------- | ----------------------------------------------------------------------- | ----------------------------------------------------------------------- |
| 14-12-2019                                                              | Pusan                                                                   | Giappone                                                                | 5 – 0                                                                   | Hong Kong                                                               | Coppa dell'Asia orientale 2019                                          | 1                                                                       |                                                                         |
| Totale                                                                  |                                                                         | Presenze                                                                | 1                                                                       |                                                                         | Reti                                                                    | 1                                                                       |                                                                         |

| Cronologia completa delle presenze e delle reti in nazionale ― Giappone under 23 | Cronologia completa delle presenze e delle reti in nazionale ― Giappone under 23 | Cronologia completa delle presenze e delle reti in nazionale ― Giappone under 23 | Cronologia completa delle presenze e delle reti in nazionale ― Giappone under 23 | Cronologia completa delle presenze e delle reti in nazionale ― Giappone under 23 | Cronologia completa delle presenze e delle reti in nazionale ― Giappone under 23 | Cronologia completa delle presenze e delle reti in nazionale ― Giappone under 23 | Cronologia completa delle presenze e delle reti in nazionale ― Giappone under 23 |
| Data                                                                             | Città                                                                            | In casa                                                                          | Risultato                                                                        | Ospiti                                                                           | Competizione                                                                     | Reti                                                                             | Note                                                                             |
| -------------------------------------------------------------------------------- | -------------------------------------------------------------------------------- | -------------------------------------------------------------------------------- | -------------------------------------------------------------------------------- | -------------------------------------------------------------------------------- | -------------------------------------------------------------------------------- | -------------------------------------------------------------------------------- | -------------------------------------------------------------------------------- |
| 21-3-2018                                                                        | Asunción                                                                         | Cile under 23                                                                    | 2 – 0                                                                            | Giappone under 23                                                                | Amichevole                                                                       | -                                                                                | 46’                                                                              |
| 25-3-2018                                                                        | Asunción                                                                         | Paraguay under 23                                                                | 2 – 1                                                                            | Giappone under 23                                                                | Amichevole                                                                       | -                                                                                | 46’                                                                              |
| 31-5-2018                                                                        | Vitrolles                                                                        | Giappone under 23                                                                | 3 – 2                                                                            | Portogallo under 23                                                              | Torneo di Tolone 2018 - 1º turno                                                 | -                                                                                | 46’                                                                              |
| 7-6-2018                                                                         | Carnoux-en-Provence                                                              | Giappone under 23                                                                | 1 – 0                                                                            | Togo under 23                                                                    | Torneo di Tolone 2018 - Play-off 7º posto                                        | -                                                                                | 61’                                                                              |
| 17-11-2018                                                                       | Dubai                                                                            | Giappone under 23                                                                | 5 – 0                                                                            | Kuwait under 23                                                                  | Amichevole                                                                       | -                                                                                |                                                                                  |
| 9-9-2019                                                                         | Chula Vista                                                                      | Stati Uniti under 23                                                             | 2 – 0                                                                            | Giappone under 23                                                                | Amichevole                                                                       | -                                                                                | 83’                                                                              |
| 17-11-2019                                                                       | Hiroshima                                                                        | Giappone under 23                                                                | 0 – 2                                                                            | Colombia under 23                                                                | Amichevole                                                                       | -                                                                                | 62’                                                                              |
| Totale                                                                           |                                                                                  | Presenze                                                                         | 7                                                                                |                                                                                  | Reti                                                                             | 0                                                                                |                                                                                  |

## Palmarès

### Club

#### Competizioni nazionali
- J2 League: 1

Consadole Sapporo: 2016